# 貝茲魯基 (哈爾科夫區)
50°10′18″N 36°7′9″E / 50.17167°N 36.11917°E

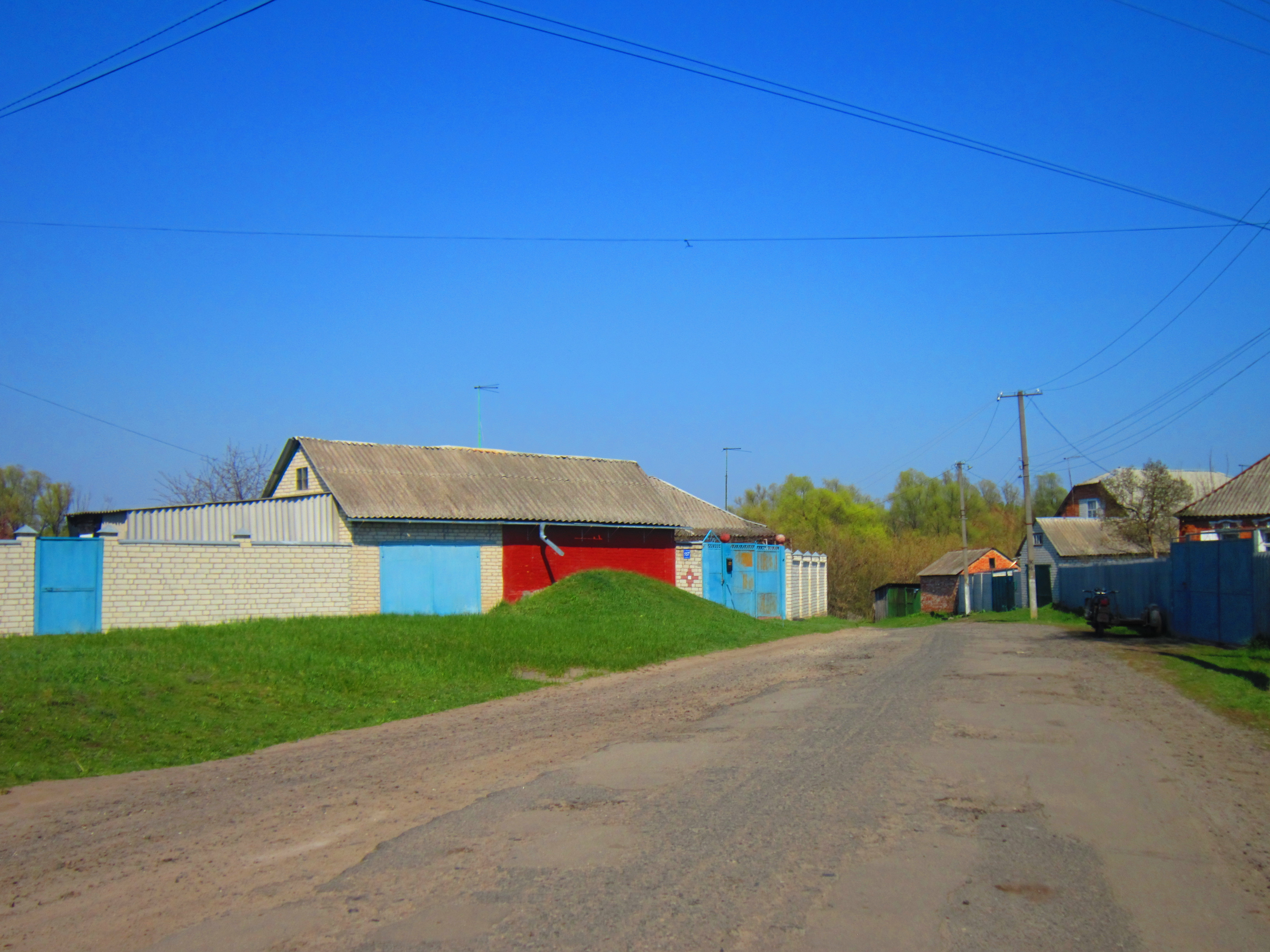

貝茲魯基（烏克蘭語：Безруки）是位於烏克蘭東部的村莊，由哈爾科夫州哈爾科夫區的德爾哈奇市鎮負責管轄。該村始建於1695年，面積0.42平方公里，海拔高度118米，2001年人口2,463，人口密度每平方公里5,906.5人。